# 鮑思高體育中心
鮑思高體育中心（葡萄牙語：Centro Desportivo do Colégio D. Bosco）位於亞馬喇馬路的體育綜合體。

## 歷史
鮑思高工業學校體育綜合體將於1月9日下午五時舉行開幕禮。開幕儀式由澳門總督韋奇立將軍主持。許多本澳社會和體育界人士將蒞臨參觀這個開幕禮的表演活動，而被邀請作表演嘉賓包括有澳門工會聯合總會、劍道總會和澳門舞蹈協會。這座位於亞馬喇馬路的綜合體設有一個25米的暖水泳池，兩個小型體育及其他輔助設施。體育綜合體的建造工程始於1996年，是澳門體育總署於1991年呈交的新體育基本設施興建計劃內被落實的一套快要啓用的配備其中一部份。
2017年8月23日，超強颱風天鴿重創澳門，多個體育設施受不同程度的破壞，其中鮑思高球場更受到重創，因場內滿佈玻璃碎片及砂石，經多次清理，仍無法完全清除場內的玻璃碎片。期間導致澳門七人足球錦標賽取消。球場草皮更換工程於2017年11月展開，並於2018年3月竣工並完成檢測工作，於2018年3月12日恢復對外開放。

## 設施
球場由1993年3月初由現時的泥沙場鋪置人造草皮改建為人造草球場。綜合體的總面積為2265平方公尺，由一個設有電子計時裝置及中央空調系統的25公尺的室內暖水泳池（池內有五條水線）、兩個小型體育及其他輔助設施組成。

## 交通

### 巴士
M47 新雅馬路／母親會（Est. Bela Vista / Obra das Mães）
路線：2、2A、6A、18、18A、18B、H2

## 外部連結
- 澳門公共體育設施網絡-鮑思高體育中心 （页面存档备份，存于）